# فريد كريمي
فريد كريمي (14 مايو 1989 بشهرضا في إيران - ) هو لاعب كرة قدم إيراني في مركز جناح ‏. لعب مع نادي تراكتور سازي ونادي ستيل آذين ونادي صبا قم ونادي نساجي مازندران.

## وصلات خارجية
- فريد كريمي على موقع قاعدة بيانات كرة القدم.إي يو (الإنجليزية)
- فريد كريمي على موقع Soccerway.com (الإنجليزية)